# 세계사톡
세계사톡은 무적핑크, 핑크잼이 2014년 베스트셀러 조선왕조실톡을 연재한 이후 두번째 웹툰으로 2017년에 저스툰을 통해 연재되고 있다. 2018년에는 책으로 발간했다.
현재 연재 중으로 책은 5권까지 출간되었다.
1. 《고대세계의 탄생》
2. 《중세의 빛과 그림자》
3. 《근대, 새로운 만남의 시대》
4. 《근대의 질주》
5. 《현대 이야기》